# Janusz Różycki (wojewoda)
Janusz Różycki (ur. 20 grudnia 1953 w Tarnowie, zm. 31 sierpnia 2005 w Zamościu) – polski nauczyciel, wojewoda zamojski w latach 1990–1992.

## Życiorys
W 1979 ukończył studia na krakowskiej Akademii Górniczo-Hutniczej. Pracował jako nauczyciel w Zespole Szkół Mechaniczno-Elektrycznych w Biłgoraju, a następnie do 1988 jako katecheta. W 1980 przystąpił do „Solidarności”. Pomiędzy grudniem 1980 a czerwcem 1981 pełnił funkcję przewodniczącego Międzyzakładowego Komitetu Robotniczego związku Ziemi Biłgorajskiej. Reprezentował lokalne struktury NSZZ „Solidarność” na I Krajowym Zjeździe Delegatów w Gdańsku, wszedł w skład zarządu regionu. Za prowadzoną działalność został w maju 1981 zwolniony z pracy, przywrócono go jednak do niej miesiąc później, po czym ponownie zwolniono w 1983. W okresie stanu wojennego został internowany. Od 1988 do 1989 przebywał w Stanach Zjednoczonych, po powrocie do kraju podjął ponownie pracę w ZSME.
W 1990 został pierwszym niekomunistycznym wojewodą zamojskim, urząd ten sprawował przez dwa lata. Następnie do 1997 zajmował stanowisko dyrektora wydziału w zamojskim kuratorium oświaty. Był wśród założycieli Wyższej Szkoły Zarządzania i Administracji w Zamościu, pełnił w niej m.in. funkcję kanclerza.
Udzielał się także społecznie w Ochotniczej Straży Pożarnej (m.in. jako prezes zarządu wojewódzkiego w latach 1991–1998). Odznaczony Brązowym (1996) i Srebrnym (2002) Krzyżem Zasługi.
Pochowany na tarnowskim cmentarzu komunalnym w Krzyżu (kwatera 24/1/2).